# Vinst
Vinst eller förtjänst är ett begrepp inom nationalekonomi och företagsekonomi. Vinst är definierat som intäkter minus kostnader. Blir resultatet negativt kallas det förlust. En synonym benämning när man talar om periodvis vinst, särskilt i bokslutssammanhang är begreppet resultat. För företags vinster är även profit synonymt, men det används vanligen nedsättande i politiska sammanhang.
Vad som ses som intäkter och kostnader skiftar i olika sammanhang och därför skiftar vinstbegreppet i olika sammanhang. Inom nationalekonomin ses oftast kapitalbindningskostnaden som en kostnad. I många företagsekonomiska sammanhang definieras inte kapitalbindningskostnaden som en kostnad. Inom företagsekonomin inom redovisning sker definitioner av vad som är intäkter och kostnader främst utifrån lagar och redovisningspraxis samt utifrån de mål i fråga om till exempel minimerad vinst som företaget försöker uppnå.
Ideella föreningar har inte i syfte att gå med vinst för utdelning till medlemmarna men drivs inte för att gå med förlust heller, däremot kan ekonomiska föreningar vara till ekonomisk nytta för sina medlemmar. Aktiebolags vinst kan användas till investeringar, återköp av aktier eller aktieutdelning.
För företag är vinsten ett uttryck för den nytta organisationen skapar för sin omvärld genom att det totala värdet på de producerade varorna eller tjänsterna överstiger värdet av de ingående resurserna (råvaror, arbetskraft, kapital).

## Andra betydelser
- seger i en tävling
- priset för placering i en tävling, särskilt om det rör sig om varor eller pengar e d